# Rio Fântâneaua Rece
O Rio Fântâneaua Rece é um rio da Romênia, afluente do Bega, localizado no distrito de Timiş.